# Lorraine Lokoka
Lorraine Lokoka, née le 29 octobre 1989 à Kinshasa (République démocratique du Congo), est une joueuse franco-congolaise de basket-ball.

## Biographie
Formée à l'Avenir de Rennes, elle passe une saison Reims avant de rejoindre Toulouse qu'elle contribue à faire retourner en Ligue féminine, division où elle fera ses débuts pour la saison 2012-2013. Après une première saison en LFB (5,7 points et 2,6 rebonds de moyenne), elle signe à l'été 2013 pour deux ans à Villeneuve-d’Ascq.
Si elle conquiert l'Eurocoupe 2015, son temps de jeu reste limité. Elle signe donc pour 2015-2016 en Ligue 2 à l'AS Aulnoye-Aymeries.
Finaliste des play-offs de Ligue 2 avec Angers en 2018, elle reste au club angevin pour la saison suivante. Elle réalise de nouveau une belle saison (12,7 points, 5,8 rebonds et 1,3 passe décisive) sans que le club gagne l'accession en LFB et elle signe pour 2019-2020 pour retrouver Villeneuve-d’Ascq.

## Clubs
| Saisons   | Équipe                                                         | Pays   |
| 2008-2010 | Avenir de Rennes                                               | France |
| 2010-2011 | Reims Basket Féminin                                           | France |
| 2011-2013 | Toulouse Métropole Basket                                      | France |
| 2013-2015 | Entente sportive Basket de Villeneuve-d'Ascq - Lille Métropole | France |
| 2015-2017 | AS Aulnoye-Aymeries                                            | France |
| 2017-2019 | Angers                                                         | France |
| 2019-2020 | Entente sportive Basket de Villeneuve-d'Ascq - Lille Métropole | France |
| 2021-     | Toulouse Métropole Basket                                      | France |

## Palmarès
- Sélection au championnat d'Europe U18 en 2006 : 4,7 points, 4,4 rebonds[réf. souhaitée]
- Médaille d'argent au championnat d'Europe U20 en 2008
- Vainqueur de l'Eurocoupe 2015[7]